# Metriaclima
Genre
Synonymes
Maylandia Meyer et Förster, 1984
Ce taxon est aujourd'hui obsolète. Dénomination actuelle : Maylandia.
Le genre Metriaclima est un genre de cichlidés d'eau douce décrit en 1997 par Stauffer et al., avec Tilapia zebra Boulenger, 1899 comme espèce type. Bien que disponible, et toujours reconnu par de nombreuses sources et travaux,  Metriaclima est aujourd'hui considéré comme un synonyme subjectif de Maylandia Meyer & Förster, 1984. Il regroupait plusieurs espèces de poissons de la famille des Cichlidae, toutes endémiques du lac Malawi.

## Systématique
Le nom complet (avec auteur) de ce taxon est Metriaclima Stauffer, Bowers, Kellogg & McKaye, 1997. Mais ni Fishbase, ni le site ECoF qui fait référence pour la taxonomie des poissons, ne le retiennent.
Metriaclima Stauffer, Bowers, Kellogg et McKaye, 1997 est un nom de genre établi pour des cichlidés du lac Malawi. Son espèce type, Tilapia zebra Boulenger, 1899, a été fixée par désignation originale. Bien que plusieurs auteurs aient ultérieurement traité Metriaclima comme un genre valide, cette interprétation est incorrecte au regard des règles de priorité, Metriaclima étant actuellement considéré comme un synonyme subjectif de Maylandia Meyer et Förster, 1984,,.

## Liste d'espèces
Selon ITIS:
- Metriaclima benetos Stauffer, Bowers, Kellogg & McKaye, 1997
- Metriaclima callainos (Stauffer & Hert, 1992)
- Metriaclima chrysomallos Stauffer, Bowers, Kellogg & McKaye, 1997
- Metriaclima cyneusmarginatus Stauffer, Bowers, Kellogg & McKaye, 1997
- Metriaclima emmiltos Stauffer, Bowers, Kellogg & McKaye, 1997
- Metriaclima greshakei (Meyer & Foerster, 1984)
- Metriaclima mbenjii Stauffer, Bowers, Kellogg & McKaye, 1997
- Metriaclima melabranchion Stauffer, Bowers, Kellogg & McKaye, 1997
- Metriaclima phaeos Stauffer, Bowers, Kellogg & McKaye, 1997
- Metriaclima pyrsonotos Stauffer, Bowers, Kellogg & McKaye, 1997
- Metriaclima sandaracinos Stauffer, Bowers, Kellogg & McKaye, 1997
- Metriaclima thapsinogen Stauffer, Bowers, Kellogg & McKaye, 1997
- Metriaclima xanstomachus (Stauffer & Boltz, 1989)
- Metriaclima zebra (Boulenger, 1899)

Selon WoRMS , bien que le genre soit indiqué comme étant accepté, aucune espèce valide ne lui est rattachée. Voici les espèces mises en synonymie :
- Metriaclima aurora (Burgess, 1976) accepté comme Maylandia aurora (Burgess, 1976)
- Metriaclima barlowi (Mckaye & Stauffer, 1986) accepté comme Maylandia barlowi (Mckaye & Stauffer, 1986)
- Metriaclima benetos Stauffer, Bowers, Kellogg & McKaye, 1997 accepté comme Maylandia benetos (Stauffer, Bowers, Kellogg & McKaye, 1997)
- Metriaclima callainos (Stauffer & Hert, 1992) accepté comme Maylandia callainos (Stauffer & Hert, 1992)
- Metriaclima chrysomallos Stauffer, Bowers, Kellogg & McKaye, 1997 accepté comme Maylandia chrysomallos (Stauffer, Bowers, Kellogg & McKaye, 1997)
- Metriaclima cyneusmarginatus Stauffer, Bowers, Kellogg & McKaye, 1997 accepté comme Maylandia cyneusmarginata (Stauffer, Bowers, Kellogg & McKaye, 1997)
- Metriaclima elegans (Trewavas, 1935) accepté comme Pseudotropheus elegans Trewavas, 1935 (senior synonym)
- Metriaclima emmiltos Stauffer, Bowers, Kellogg & McKaye, 1997 accepté comme Maylandia emmiltos (Stauffer, Bowers, Kellogg & McKaye, 1997)
- Metriaclima estherae (Konings, 1995) accepté comme Maylandia estherae (Konings, 1995)
- Metriaclima fainzilberi (Staeck, 1976) accepté comme Maylandia fainzilberi (Staeck, 1976)
- Metriaclima flavicauda Li, Konings & Stauffer, 2016 accepté comme Maylandia flavicauda (Li, Konings & Stauffer, 2016)
- Metriaclima flavifemina Konings & Stauffer, 2006 accepté comme Maylandia flavifemina (Konings & Stauffer, 2006)
- Metriaclima glaucos Ciccotto, Konings & Stauffer, 2011 accepté comme Maylandia glaucos (Ciccotto, Konings & Stauffer, 2011)
- Metriaclima greshakei (Meyer & Förster, 1984) accepté comme Maylandia greshakei (Meyer & Förster, 1984)
- Metriaclima greshekai (Meyer & Förster, 1984) accepté comme Maylandia greshakei (Meyer & Förster, 1984)
- Metriaclima hajomaylandi (Meyer & Schartl, 1984) accepté comme Maylandia hajomaylandi (Meyer & Schartl, 1984)
- Metriaclima heteropictus (Staeck, 1980) accepté comme Chindongo heteropictus (Staeck, 1980)
- Metriaclima koningsi Stauffer, 2018 accepté comme Maylandia koningsi (Stauffer, 2018)
- Metriaclima lanisticola (Burgess, 1976) accepté comme Maylandia lanisticola (Burgess, 1976)
- Metriaclima livingstonii (Boulenger, 1899) accepté comme Pseudotropheus livingstonii (Boulenger, 1899) (senior synonym)
- Metriaclima lombardoi (Burgess, 1977) accepté comme Maylandia lombardoi (Burgess, 1977)
- Metriaclima lundoense Stauffer, Black & Konings, 2013 accepté comme Maylandia lundoensis (Stauffer, Black & Konings, 2013)
- Metriaclima mbenjii Stauffer, Bowers, Kellogg & McKaye, 1997 accepté comme Maylandia mbenjii (Stauffer, Bowers, Kellogg & McKaye, 1997)
- Metriaclima melabranchion Stauffer, Bowers, Kellogg & McKaye, 1997 accepté comme Maylandia zebra (Boulenger, 1899)
- Metriaclima midomo Stauffer, Black & Konings, 2013 accepté comme Maylandia midomo (Stauffer, Black & Konings, 2013)
- Metriaclima mossambicum Ciccotto, Konings & Stauffer, 2011 accepté comme Maylandia mossambica (Ciccotto, Konings & Stauffer, 2011)
- Metriaclima mossambicus Ciccotto, Konings & Stauffer, 2011 accepté comme Maylandia mossambica (Ciccotto, Konings & Stauffer, 2011)
- Metriaclima nigrodorsalis Stauffer, Black & Konings, 2013 accepté comme Maylandia nigrodorsalis (Stauffer, Black & Konings, 2013)
- Metriaclima nkhunguensis Ciccotto, Konings & Stauffer, 2011 accepté comme Maylandia nkhunguensis (Ciccotto, Konings & Stauffer, 2011)
- Metriaclima pambazuko Stauffer, Black & Konings, 2013 accepté comme Maylandia pambazuko (Stauffer, Black & Konings, 2013)
- Metriaclima phaeos Stauffer, Bowers, Kellogg & McKaye, 1997 accepté comme Maylandia phaeos (Stauffer, Bowers, Kellogg & McKaye, 1997)
- Metriaclima pulpican (Tawil, 2002) accepté comme Maylandia pulpican (Tawil, 2002)
- Metriaclima pursus (Stauffer, 1991) accepté comme Maylandia lanisticola (Burgess, 1976)
- Metriaclima pyrsonotos Stauffer, Bowers, Kellogg & McKaye, 1997 accepté comme Maylandia pyrsonotos (Stauffer, Bowers, Kellogg & McKaye, 1997)
- Metriaclima sandaracinos Stauffer, Bowers, Kellogg & McKaye, 1997 accepté comme Maylandia pyrsonotos (Stauffer, Bowers, Kellogg & McKaye, 1997)
- Metriaclima sciasma Ciccotto, Konings & Stauffer, 2011 accepté comme Maylandia sciasma (Ciccotto, Konings & Stauffer, 2011)
- Metriaclima tarakiki Stauffer, Black & Konings, 2013 accepté comme Maylandia tarakiki (Stauffer, Black & Konings, 2013)
- Metriaclima thapsinogen Stauffer, Bowers, Kellogg & McKaye, 1997 accepté comme Maylandia pyrsonotos (Stauffer, Bowers, Kellogg & McKaye, 1997)
- Metriaclima usisyae Li, Konings & Stauffer, 2016 accepté comme Maylandia usisyae (Li, Konings & Stauffer, 2016)
- Metriaclima xanstomachus (Stauffer & Boltz, 1989) accepté comme Maylandia xanstomachus (Stauffer & Boltz, 1989)
- Metriaclima xanthos Ciccotto, Konings & Stauffer, 2011 accepté comme Maylandia xanthos (Ciccotto, Konings & Stauffer, 2011)
- Metriaclima zebra (Boulenger, 1899) accepté comme Maylandia zebra (Boulenger, 1899) (senior synonym)